# Gongoryn Mjerjei
Gongoryn Mjerjei (mongolisch Гонгорын Мерей; * 31. Juli 1967) ist ein ehemaliger mongolischer Skilangläufer.
Mjerjei gewann bei den Winter-Asienspielen 1990 in Sapporo die Bronzemedaille mit der Staffel. Bei den Olympischen Winterspielen im Februar 1992 in Albertville belegte er den 82. Platz über 10 km klassisch, den 77. Rang in der Verfolgung, den 73. Platz über 30 km klassisch und den 64. Rang über 50 km Freistil.